# Каламандрана
Каламандрана (итал. Calamandrana) — коммуна в Италии, располагается в регионе Пьемонт, в провинции Асти.
Население составляет 1688 человек (2008 г.), плотность населения составляет 132 чел./км². Занимает площадь 13 км². Почтовый индекс — 14042. Телефонный код — 0141.
Покровительницей коммуны почитается Пресвятая Богородица (Maria Ausiliatrice), празднование в последнее воскресение мая.

## Демография
Динамика населения:

## Города-побратимы
- Кисапостаг, Венгрия

## Администрация коммуны
- Официальный сайт: http://www.comune.calamandrana.at.it